# Frontopsylla diqiengensis
Frontopsylla diqiengensis är en loppart som beskrevs av Li Kueichen et Hsieh Paochi 1974. Frontopsylla diqiengensis ingår i släktet Frontopsylla och familjen smågnagarloppor. Inga underarter finns listade i Catalogue of Life.